# Electrostrymon angerona
Electrostrymon angerona is een vlinder uit de familie van de Lycaenidae. De wetenschappelijke naam van de soort werd als Thecla angerona in 1896 gepubliceerd door Godman & Salvin.

## Synoniemen
- Thecla burdi Kaye, 1923